# Сайгын, Ышылай
Ышылай Сайгын (тур. Işılay Saygın; 4 апреля 1947, Буджа, Измир — 27 июля 2019, Измир) — турецкий архитектор, политик и министр.

## Биография
Родилась в семье Османа Нури Сайгына и его жены Фатьмы в районе Буджа ила Измир. Окончила факультет архитектуры Эгейского университета.
В 1973 году занялась политикой, вступила в партию справедливости. В течение двух сроков занимала пост главы района. После переворота 1980 года лишилась должности. В 1980—1983 годах работала архитектором. В 1983 году вступила в Националистическую демократическую партию, в том же году была избрана от неё в парламент Турции. Переизбиралась в 1987, 1991, 1995 и 1999 годах. В 1986 году НДП распалась, после этого Сайгын вступила в партию Отечества, в 1995 году вышла из неё и вступила в партию истинного пути, но в 1997 году вернулась в партию Отечества. В 2003 году ушла из политики.
Четырежды занимала министерские посты. В правительстве Тансу Чиллер Ышылай Сайгын занимала пост государственного министра по вопросам женщин семьи и семьи, сменив на этом посту Айсель Байкал. На этом посту Сайгын находилась в период с 5 по 30 октября 1995 года. В следующем правительстве Чиллер она также занимала этот пост вплоть до февраля 1996 года. На следующий день Сайгын была назначена министром окружающей среды, 6 марта 1996 года её сменил на этом посту Мустафа Ташар. После этого премьер-министра Месут Йылмаз назначил Сайгын министром туризма. Она занимала этот пост до июня 1996 года. В 54-м и 55-м составах правительства Турции Сайгын занимала пост государственного министра.
Критиковалась феминистками за то, что в январе 1998 года в интервью заявила, что поддерживает введение тестов на беременность.